# パルノワ＝アン＝バシニー
パルノワ＝アン＝バシニー （Parnoy-en-Bassigny）は、フランス、グラン・テスト地域圏、オート＝マルヌ県のコミューン。

## 由来
パルノワ＝アン＝バシニーは、1973年にパルノ（Parnot）とフレノワ＝アン＝バシニー（Fresnoy-en-Bassigny）が合併して誕生した。地名は最初の音節Par、第二の音節-noyからなる。
- パルノは1270年にParnouと記された。ラテン語の男性名Pernaに接尾辞の-avumがついたものから派生している。
- フレノワは1178年にFrasneyと記された。ラテン語のfraxinum（トネリコ）に集合的な接尾辞-etumがついたものから生まれた。
- バシニーは、この地を含む地方名である。語源はラテン語のBasiniacumから[2]。

## 人口統計
| 1962年 | 1968年 | 1975年 | 1982年 | 1990年 | 1999年 | 2004年 | 2015年 |
| ------ | ------ | ------ | ------ | ------ | ------ | ------ | ------ |
| 298    | 248    | 388    | 352    | 338    | 310    | 321    | 302    |

参照元:1962年から1999年までは複数コミューンに住所登録をする者の重複分を除いたもの。それ以降は当該コミューンの人口統計によるもの。1999年までEHESS/Cassini、2006年以降INSEE。

## 史跡
- モリモン修道院